# Gare d'Ille-sur-Têt
La gare d’Ille-sur-Têt est une gare ferroviaire française de la ligne de Perpignan à Villefranche - Vernet-les-Bains, située sur le territoire de la commune d’Ille-sur-Têt, dans le département des Pyrénées-Orientales en région Occitanie.
Elle est mise en service en 1868 par la Compagnie du chemin de Fer de Perpignan à Prades et devient en 1884 une gare de la Compagnie des chemins de fer du Midi et du Canal latéral à la Garonne. C'est une halte voyageurs de la Société nationale des chemins de fer français (SNCF) desservie par des trains TER Occitanie.

## Situation ferroviaire
Établie à 151 mètres d'altitude, la gare d'Ille-sur-Têt est située au point kilométrique (PK) 489,407 de la ligne de Perpignan à Villefranche - Vernet-les-Bains, entre les gares ouvertes de Millas et de Vinça.

## Histoire

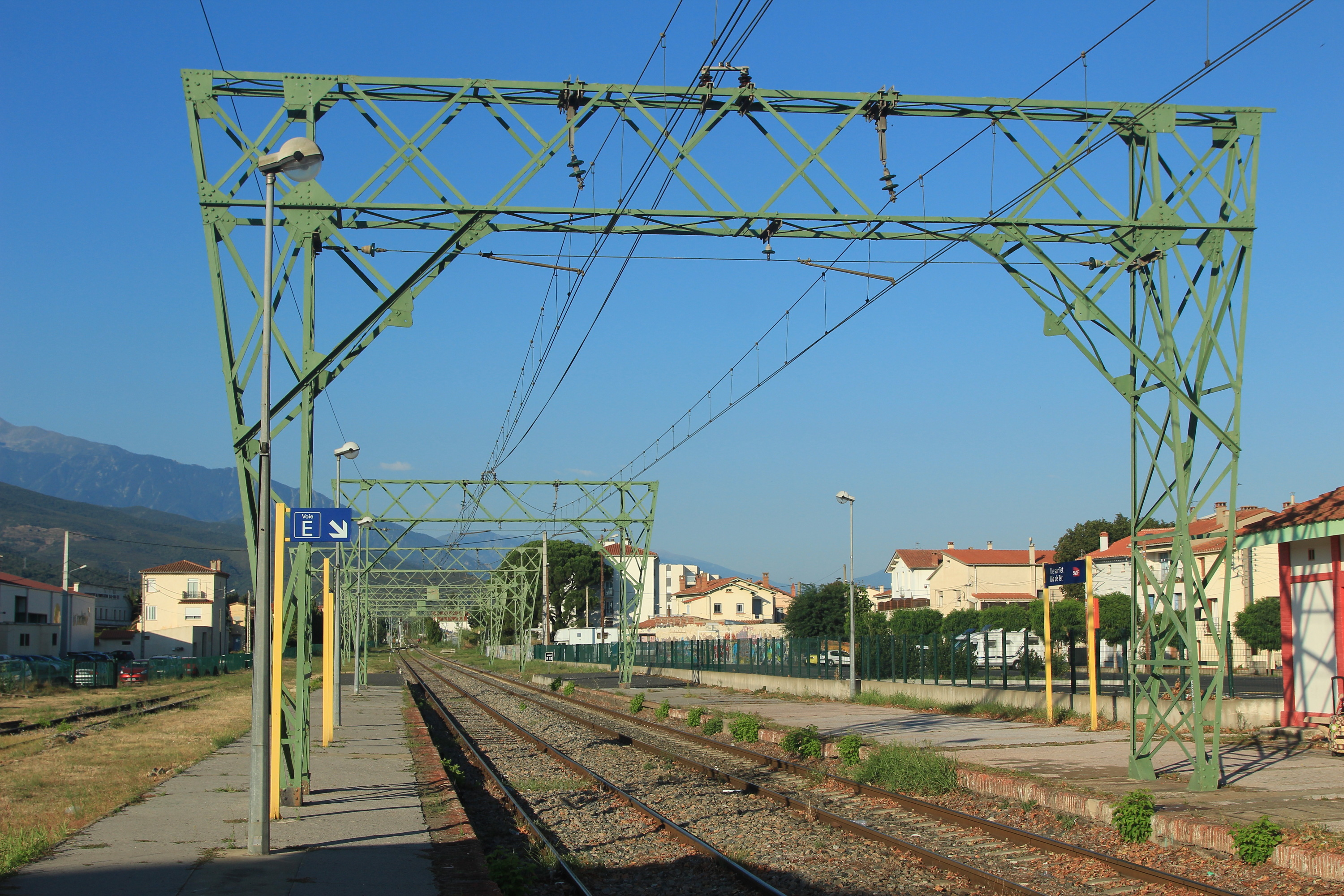
Vue des quais de la gare en direction de Villefranche.

La gare d'Ille-sur-Têt, provisoirement terminus de la ligne, est mise en service le 10 décembre 1868 par la Compagnie du chemin de Fer de Perpignan à Prades lors de l'ouverture de la section de Perpignan à l'Ille-sur-Têt.
En 1908, la Compagnie du Midi décide d'électrifier une partie de son réseau, elle choisit la section d'Ille-sur-Tête à Villefranche - Vernet-les-Bains pour effectuer des essais de locomotives avec différents types d'infrastructures. L'utilisation de ce système perdurera jusqu'au début des années 1970, les poteaux de caténaire datant de ces premières électrifications sont toujours présents au début des années 2010.
Depuis l'accident de Millas, survenu le 14 décembre 2017, la ligne est fermée au trafic des trains le temps que les enquêteurs expertisent le passage à niveau. Les circulations ferroviaires sont donc interrompues entre Villefranche et Perpignan. Cette fermeture est levée le 21 octobre 2019, soit près de deux ans après. La reprise des circulations ferroviaires est alors envisagée pour mars puis avril 2020, après des travaux de modernisation de la ligne et le réaménagement du passage à niveau. La ligne doit être rouverte uniquement entre Perpignan et Ille-sur-Têt, en raison d'un éboulement survenu près de Prades qui nécessite de consolider la falaise. Cependant, en raison de la pandémie de Covid-19, l'ouverture est finalement effective le 21 mai 2020.

La gare dans les années 1900
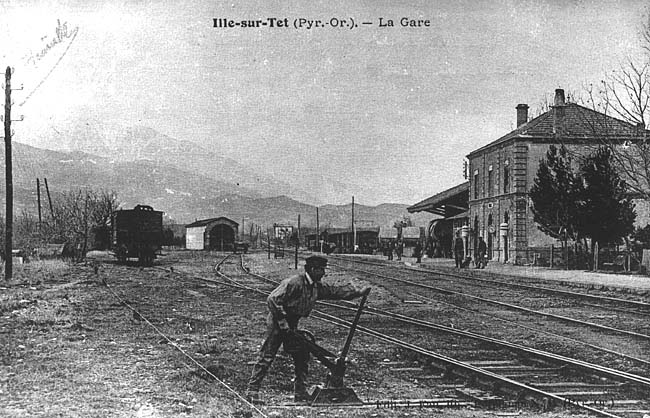
Vers 1900 avant l'électrification.
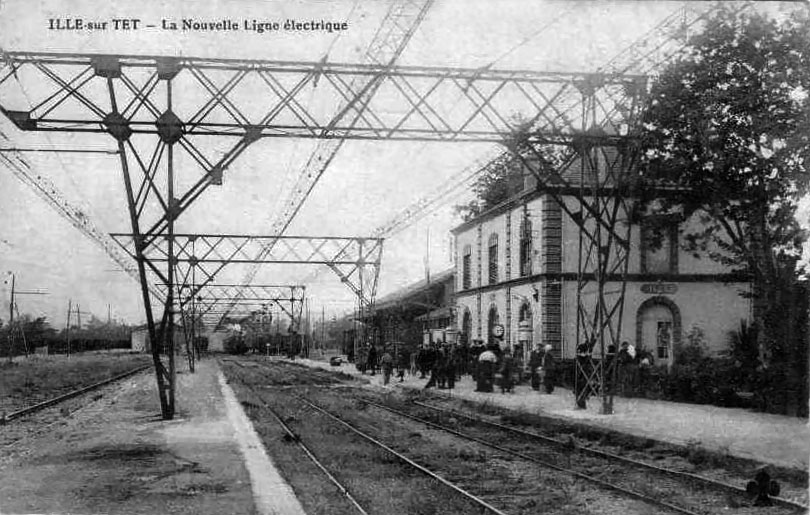
Vers 1910 avec la nouvelle ligne électrique.

En 2014, selon les estimations de la SNCF, la fréquentation annuelle de la gare était de 1 514 voyageurs.

## Service des voyageurs

### Accueil
Gare SNCF, elle dispose d'un bâtiment voyageurs, avec guichet, ouvert du lundi au vendredi.

### Desserte

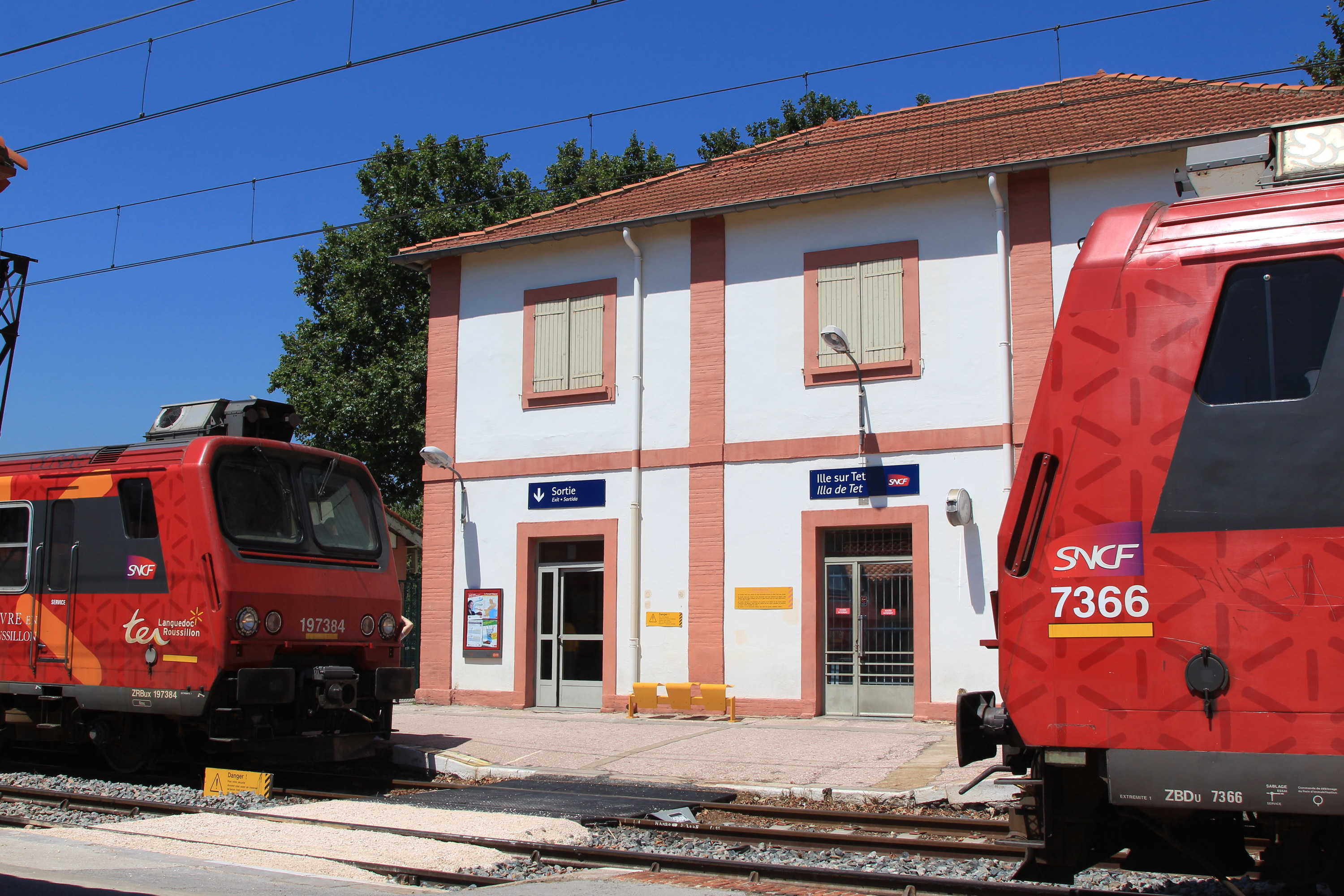
Croisement de deux TER en gare.

Ille-sur-Têt est desservie par les trains TER Occitanie qui effectuent des missions entre les gares de Perpignan et de Villefranche - Vernet-les-Bains.

### Intermodalité
Un parking pour les véhicules est aménagé. La ligne 512 du réseau liO dessert la gare.